# Canal del Porma

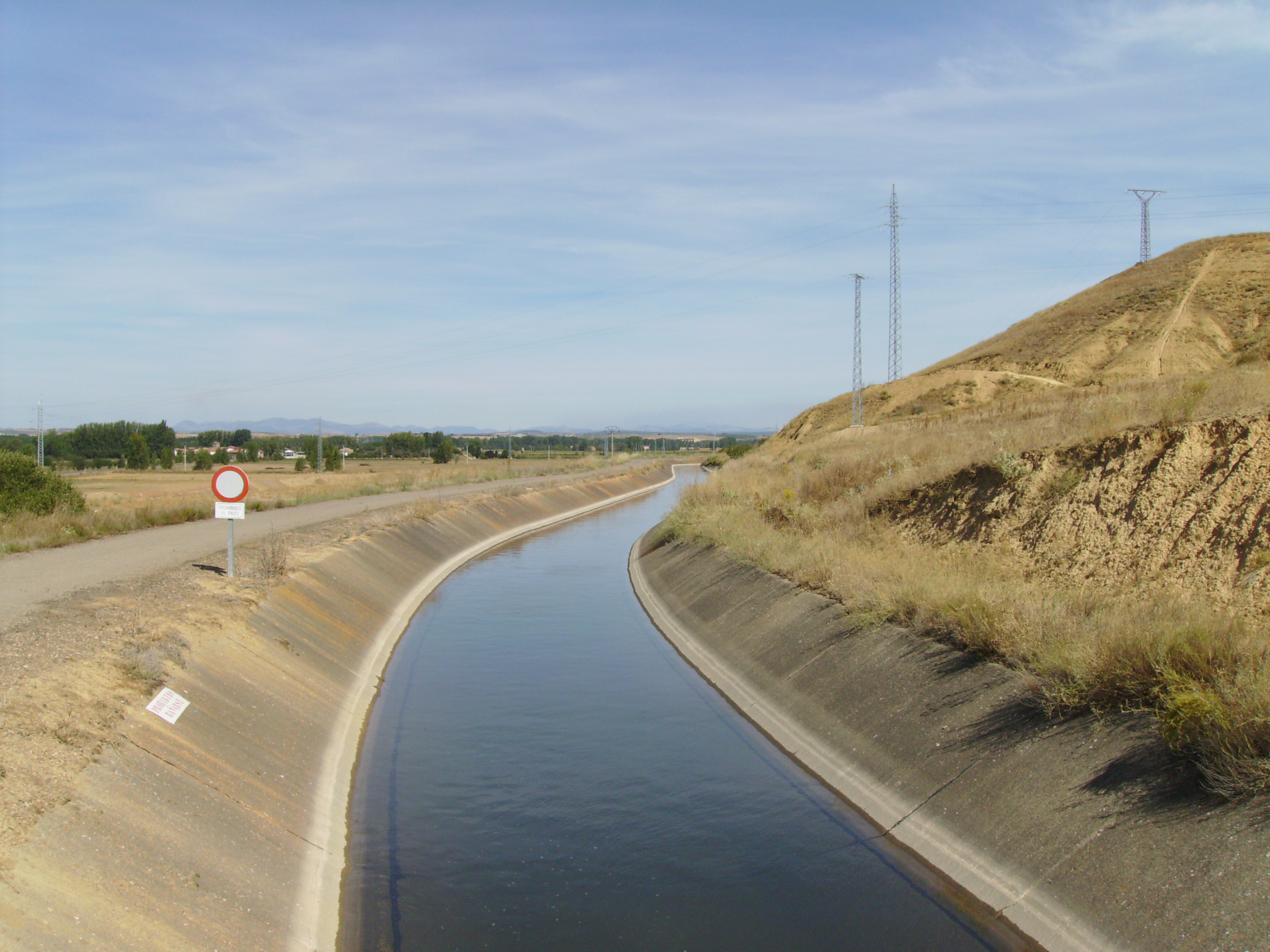
Canal del Porma a su paso por las inmediaciones de la ciudad de Lancia.

El canal del Porma es una obra de ingeniería civil que se inauguró en 1992. Dicho canal discurre 75,5 kilómetros íntegramente en la provincia de León, permitiendo el riego de 13.900 hectáreas con agua dulce proveniente del embalse del Porma. El uso principal del agua es la agricultura.

## Datos técnicos[1]
- Longitud: 75,5 kilómetros

- Superficie dominada: 23.654 hectáreas

- Superficie regada: 13.900 hectáreas

- Caudal máximo en origen: 4,2 m³/s